# Dagmarella
Dagmarella es un género de foraminífero bentónico, pertenece a la subfamilia Fusulinellinae, familia Fusulinidae, superfamilia Fusulinoidea, suborden Fusulinina y orden Fusulinida. Su especie tipo es Dagmarella prima. Su rango cronoestratigráfico abarca el Moscoviense (Carbonífero superior).

## Discusión
Clasificaciones más recientes incluyen Dagmarella en la subclase Fusulinana de la clase Fusulinata.

## Clasificación
Dagmarella incluye a las siguientes especies:
- Dagmarella iowensis †
- Dagmarella prima †

En Dagmarella se ha considerado el siguiente subgénero:
- Dagmarella (Sunghonella), también considerado como género Sunghonella y aceptado como Dagmarella